# Stanleycaris
Stanleycaris é um extinto gênero de anomalocarídeos que viveu no Canadá, durante o Cambriano Médio. Foi nomeado em primeiro lugar por Jean-Bernard Caron, Robert R. Gaines, M. Gabriela Mángano, Michael Streng e Allison C. Daley em 2010 e sua espécie é a Stanleycaris hirpex. Stanleycaris foi descrito da Formação Stephen próximo do Stanley Glacier no Folhelho Burgess e também informalmente relatado no Monte Odaray.Uma segunda espécie, S. qingjiangensis, é conhecida da biota Qingjiang da China. [ 1 ] O gênero foi caracterizado pelos apêndices frontais em forma de ancinho com espinhos internos robustos. [ 5 ] [ 3 ]
Seus apêndices de 1 a 3 centímetros são o componente mais comumente encontrado, e compreende 11 podomeres com uma fileira de espinhos em ângulo acentuado com duas pontas em sua superfície superior, e cinco lâminas espinhosas curvadas que se projetam da superfície interna. Para além das espinhas como duas pontas, os apêndices se assemelham aos do Hurdia e do Peytoia na sua forma overal. Peytoias são às vezes associados com os apêndices; estes têm uma abertura central quadrada. Um exemplar também parece incluir uma carapaça associada com o Hurdia.

## Etimologia
Seu nome genérico significa caranguejo de Stanley Glacier; hirpex, L. grande inclinação, reflete a natureza da inclinação de seus apêndices espinhosos.